# 丁世均
丁 世均（チョン・セギュン、韓国語: 정세균、1950年11月5日〈陰暦9月26日〉 - ）は、韓国の政治家。文在寅政権下で国務総理（首相）、朴槿恵政権末期から文在寅政権初期にかけての2016年6月9日から2018年5月29日まで国会議長を務めた。盧武鉉政権時代には、産業資源部長官や与党、開かれたウリ党の院内代表や議長（党首）、李明博政権時代には野党第1党、民主党の代表（党首）も務めた。
本貫は押海丁氏、全羅北道鎮安郡銅郷面出身。キリスト教徒。

## 概説
1950年9月26日、全羅北道鎮安郡銅郷面に生まれる。
韓国における財閥の1つである双竜グループの常務理事から、金大中が創党した「新政治国民会議」に入党。1996年4月の第15代国会議員選挙で初当選して政界入りした。盧武鉉政権では、経済通を活かして経済担当ブレーンとして活躍、産業資源相を務めた。又、盧大統領の与党「開かれたウリ党」では、院内代表や議長（党首）といった要職を歴任し、大統領と袂を分って野党に転じた新千年民主党から改編した民主党も含めた旧与党勢力の統合を巡って揺れつづけた党を支えた。2008年7月、ウリ党の後身である大統合民主新党と民主党が統合して発足した統合民主党が党名を改称した民主党の初代代表に就任した。
この後、民主党の代表として李明博政権及びハンナラ党と対峙し続け、再補選や2010年6月の全国同時地方選挙で陣頭指揮に当たった。全国同時地方選挙の結果、与党、ハンナラ党に勝利したことで、2012年の次期大統領選挙における民主党の大統領候補の一人として名乗りを上げるものと目された。しかし、7月の国会議員再補選で敗北した責任をとって、党代表を辞任した。そして10月に行われた党代表と指導部を選出する選挙に出馬したが、8名の候補者中3位に留まり、代表再選は果たせず、新たに党最高委員に就任した。
2011年12月に発足した民主統合党では、常任顧問に就任した。2012年4月に行われた第19代総選挙では地元選挙区を離れてソウル特別市鐘路区選挙区より出馬、セヌリ党の洪思德候補を大差で下して5選を果たした。なお、鐘路区では過去7回の選挙で保守系政党の候補が当選（1998年の補欠選挙を除く）しており、民主系政党の候補者が当選を果たしたのは1985年の第12代総選挙以来27年ぶりである。6月26日、年末に予定されている韓国大統領選挙への出馬を表明。しかし、民主党の大統領候補を決める予備選では党主流派の支援を受けた文在寅に大差で敗れる結果となった。
2016年4月に行われた第20代総選挙でもソウル特別市鐘路区選挙区から出馬し、前ソウル市長のセヌリ党呉世勲候補（セヌリ党）を大差で下して6選を果たした。同年6月9日に国会議長に就任した。国会議長在任中の2016年12月9日、国会で朴槿恵大統領弾劾訴追案の可決を宣言した。
2019年7月下旬、国会代表団の一員として訪米。マーク・ナッパー国務副次官補代行などと会談し、同月に日本が表明したキャッチオール規制の運用見直し（ホワイト国から韓国を除外）を撤回させるよう働きかけを行った。8月3日、日本が韓国をホワイト国（同日からグループA）から除外する閣議決定した後は、党内に設置された日日点検対策班の座長に就任した。
2019年12月上旬に李洛淵国務総理が年内に退任する意向を表明した際には、後継の国務総理に名前が挙がり、12月17日に文在寅大統領より正式指名された。2020年1月13日、大韓民国国会は丁を次期国務総理とする任命同意案を賛成多数で承認した。1月14日、国務総理に着任。
2021年4月16日、次期大統領選挙への出馬の準備の為に首相を辞任。辞表は即日受理され、同日中に退任した。同年6月17日に大統領選挙への出馬を正式に表明した。9月13日、共に民主党の大統領予備選から撤退すると表明した。
2022年3月、盧武鉉財団の第6代理事長に選出された。

## 来歴
生年月日：1950年11月5日〈陰暦9月26日〉

### 学歴
- 1969年：全州新興高等学校
- 1975年：高麗大学校法学部卒業
- 1990年：アメリカペパーダイン大学経営学修士
- 2004年：慶熙大学校経営学修士

### 職歴
- 1978年1月 - 1995年6月：サンヨン（双竜）グループ入社常務理事

### 選挙
- 1996年4月11日：第15代総選挙、当選（新政治国民会議）全羅北道鎮安郡・茂朱郡・長水郡選挙区
- 2000年4月13日：第16代国会議員選挙、当選（新千年民主党）全羅北道鎮安郡・茂朱郡・長水郡選挙区
- 2004年4月15日：第17代国会議員選挙、当選（開かれたウリ党）全羅北道鎮安郡・茂朱郡・長水郡・任実郡選挙区
- 2008年4月9日：第18代総選挙、当選（統合民主党）全羅北道鎮安郡・茂朱郡・長水郡・任実郡選挙区
- 2012年4月11日：第19代総選挙、当選（民主統合党）ソウル特別市鐘路区選挙区
- 2016年4月13日：第20代総選挙、当選（共に民主党）ソウル特別市鐘路区選挙区

### 議員歴
- 1996年5月 - 2000年5月：第15代国会議員（新政治国民会議→新千年民主党）
- 2000年5月 - 2004年5月：第16代国会議員（新千年民主党→開かれたウリ党）
- 2004年5月 - 2008年5月：第17代国会議員（開かれたウリ党→大統合民主新党→統合民主党）
- 2008年5月 - 2012年5月：第18代国会議員（統合民主党→民主党→民主統合党）
- 2012年5月 - 2016年5月：第19代国会議員（民主統合党→民主党→新政治民主連合→共に民主党）
- 2016年5月 - 現在：第20代国会議員（共に民主党）

### 党職・議員活動
- 1997年7月 - 1998年4月：国会財政経済委員会幹事及び労使政委員会幹事会委員（1998/06まで）
- 2000年6月 - 2000年12月：新千年民主党、第二政策調整委員長
- 2000年11月 - 2003年9月：新千年民主党、労使問題対策委員会委員
- 2000年12月 - 2001年11月：新千年民主党、基調委員
- 2000年12月 - 2001年1月：国会公的資金運営実態究明のための国勢調査特別委員会委員長
- 2001年11月 - 2002年4月：国会財政経済委員会担当幹事
- 2002年6月 - 2002年12月：新千年民主党、大統領選挙企画団政策企画室長
- 2002年7月 - 2003年4月：国会建設交通委員会委員
- 2002年9月 - 2002年12月：盧武鉉大統領候補（当時）中央選挙対策委員会国家ビジョン21委員会本部長
- 2002年9月 - 2002年12月：国会公的資金国勢調査対策特別委員会委員長
- 2000年12月 - 2003年9月：新千年民主党、政策委員会議長
- 2003年4月 - 2004年5月：国会農林海洋水産委員会委員
- 2003年9月 - 2004年4月：開かれたウリ党、政策委員会議長
- 2004年8月 - 2004年10月：開かれたウリ党、公職候補資格委員会委員長
- 2004年7月 - 2005年1月：国会予算決算特別委員会委員長、国会科学技術情報通信委員会委員
- 2005年1月 - 2006年1月：開かれたウリ党、院内代表[23]。国会運営委員会委員長
- 2005年10月 - 2006年1月：開かれたウリ党、臨時議長[24]（院内代表と兼務）。
- 2006年2月9日　産業資源部の長官（大臣）に任命[25]
- 2007年1月3日　産業資源部長官を辞任[26]
- 2007年2月14日　ウリ党の定期党大会、議長選挙で議長に選出される[27]。
- 2008年7月6日：民主党、党大会。代表選挙で、秋美愛と鄭大哲の二人に大差をつけて、代表に当選（任期2年）[28]。
- 2009年7月24日：ハンナラ党がメディア関連法を国会で強行採決したことに抗議して議員辞職を表明。自身を含めた民主党議員全員の辞表を金炯旿国会議長に提出した[29]。
- 2010年6月8日：11ヶ月ぶりに院内への復帰を表明。[30]
- 2010年8月2日：国会議員再補選における敗北の責任をとって、代表の職を辞任。
- 2010年10月4日：党指導部選挙で敗北。党最高委員（2010年10月 - 2011年12月）
- 2011年12月：民主統合党常任顧問
- 2014年9月：新政治民主連合非常対策委員
- 2016年6月9日：国会議長（ - 2018年5月29日）
- 2020年1月14日：国務総理（ - 2021年4月16日）

注：日本経済新聞が主催して毎年開催している国際交流会議「アジアの未来」のサイトに掲載されている丁世均の略歴（同会議において講師を務めた）を元に、聯合ニュースや朝鮮日報などマスメディアの記事も参考にして作成した。

## 発言
- 2017年6月8日、韓国国会議長として訪日。安倍晋三首相などへ表敬訪問を行った。大島理森衆議院議長と会談した際には、2018年平昌オリンピック開催時の日本人観光客数の確保を求め、「もし少なかったら2020年東京オリンピックには1人の韓国人も行かせない」など不規則発言をした[33]。
- 2019年8月26日、毎日新聞のインタビューに応じ、「輸出規制（キャッチオール規制）強化を事前通報なしに電撃的に実施した。ホワイト国からの排除も、もはや友好国ではなく親友から知人に格下げする措置だ」と日本政府を批判した[34]。
- 2019年11月29日、国会の素材、部品、装備、人力発展特別委員長として、委員会冒頭、GSIMIA（日韓秘密軍事情報保護協定）終了の条件付き猶予という政府の大局的な決断に同意すると言及した[35]。
- 2020年3月7日、日本政府が新型コロナウイルスの感染拡大に伴い韓国からの入国制限を始めたことに関し、新型コロナウイルスの感染拡大を防ぐ国際協力が重要なのに背を向けたとして日本政府を非難。日本への対抗措置は不可避と強調した[36]。
- 2020年3月27日、外国メディアとの記者会見で日韓通貨スワップ協定について言及。「可能なら締結することが正しい」と述べた。ただし「通貨スワップは日本側の立場により終了した」として、「日本側の立場が重要だ」との考えも述べている[37]。
- 2021年5月26日、東京オリンピック・パラリンピック競技大会組織委員会がホームページ上の日本地図に島根県の竹島（韓国名・独島）を表示していることを問題視。SNS上で削除を要求した上で、応じない場合はオリンピック不参加を含めた手段を講じるべきと発信した[38]。

## エピソード
下の名前は韓国語で「細菌」と同じ表記であるため、あだ名は「細菌マン」（アンパンマンのキャラクター・ばいきんまんの韓国語訳名）。議長在任中は知人からもらったばいきんまんの人形を事務室の机の上に置いている。